# Deutsche Werft

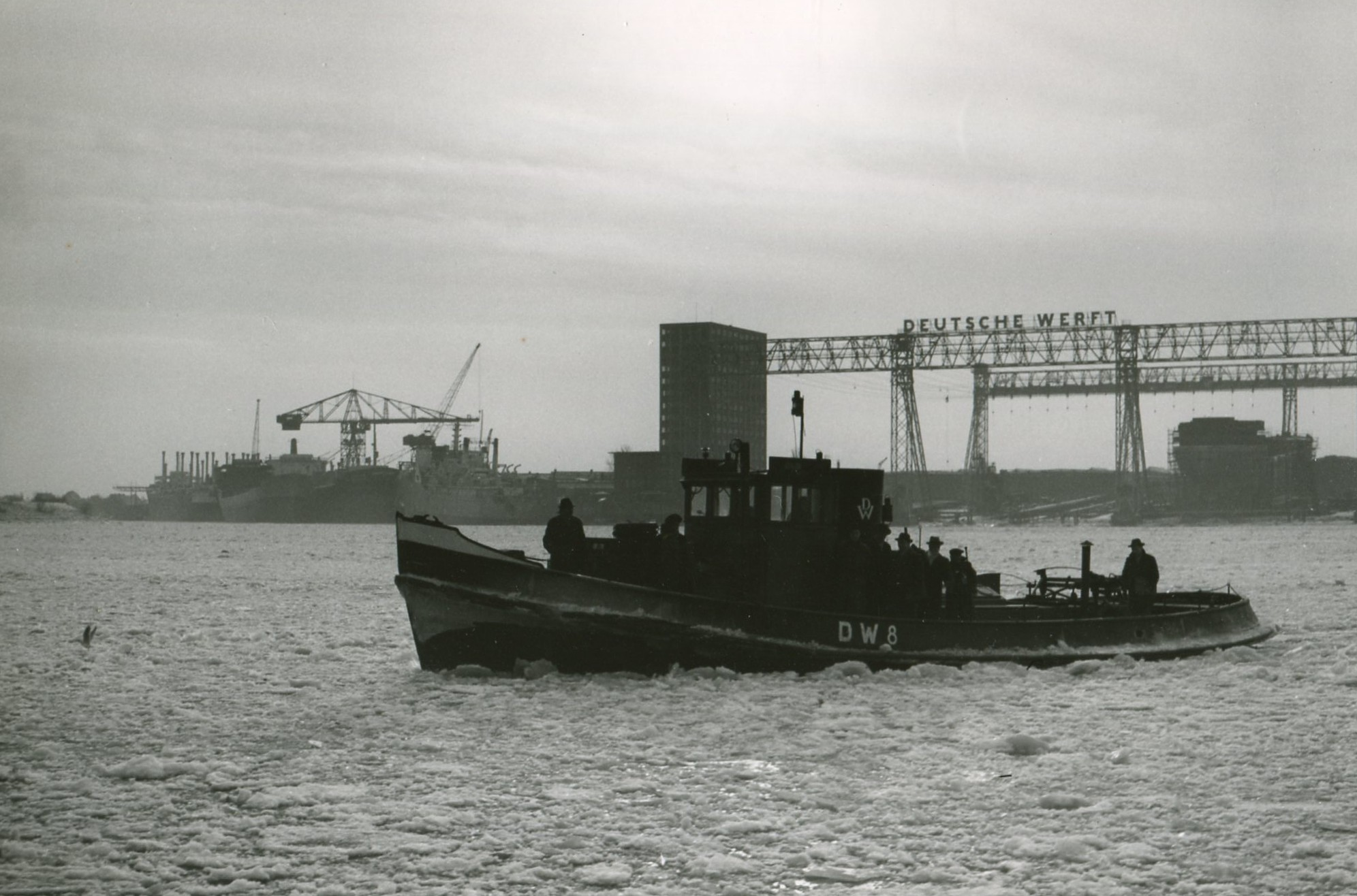
Deutsche Werft in 1962

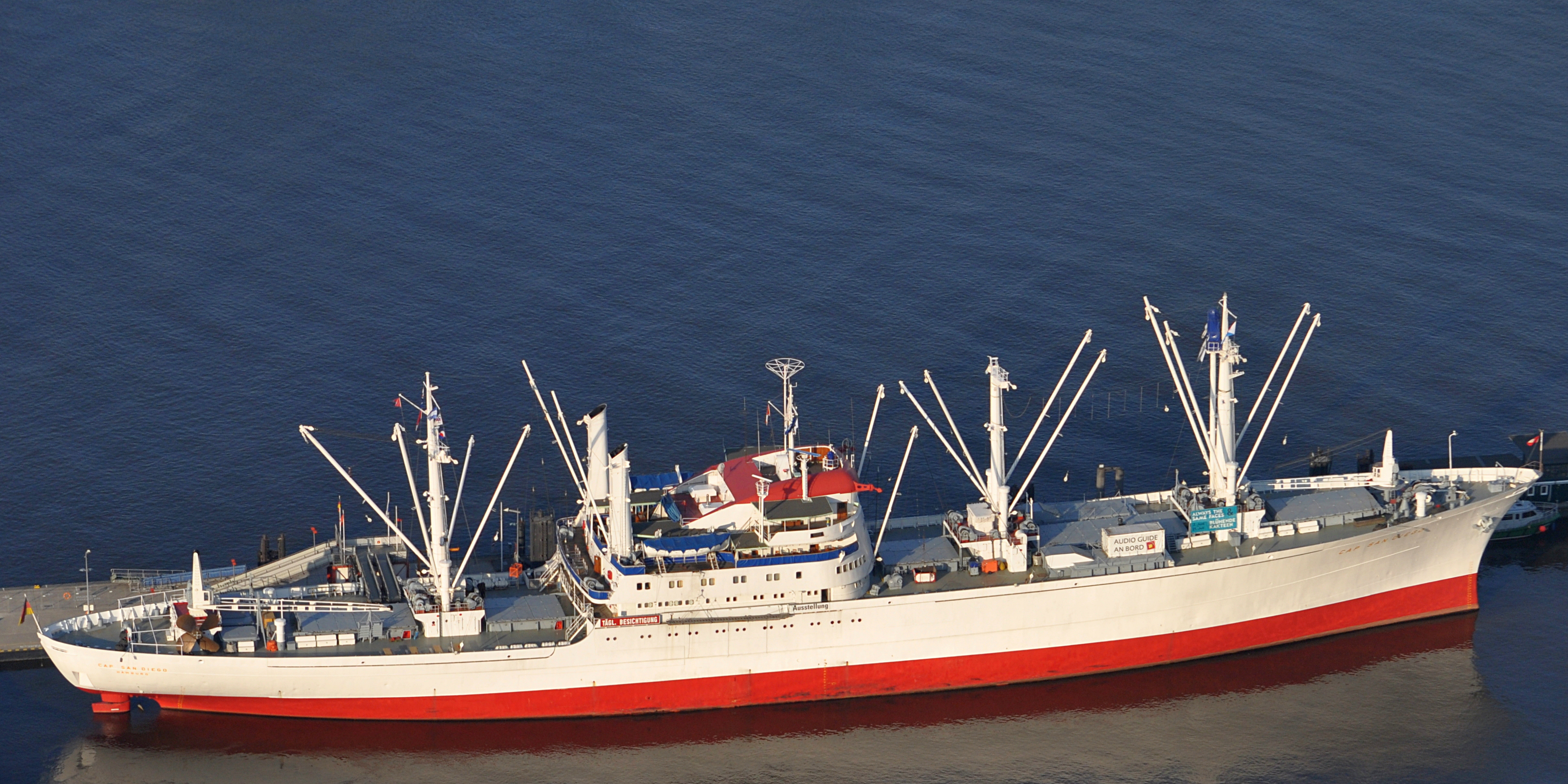
Cap San Diego werd in 1962 door Deutsche Werft gebouwd en is nu een museumschip in Hamburg

Deutsche Werft was een Duitse scheepswerf en machinefabriek in Hamburg die heeft bestaan tussen 1918 en 1968. 

## Geschiedenis
Het bedrijf werd opgericht in 1918 op het eiland voormalige eiland Finkenwerder in de rivier Elbe. 
In 1968 fuseerde de Deutsche Werft met Kieler Howaldtswerke AG in Kiel en Howaldtswerke Hamburg AG in Hamburg tot Howaldtswerke-Deutsche Werft (HDW), met vestigingen in Kiel en Hamburg. Het oude werfterrein van Deutsche Werft in Finkenwerder werd in 1973 gesloten.

## Producten
Deutsche Werft produceerde schepen voor koopvaardij en de marine. Tijdens de Tweede Wereldoorlog bouwde de werf ook U-booten voor de Kriegsmarine. De U-boten werden hier ook ondergebracht in speciale bunkers, waarvan nog een restant bewaard is gebleven onder de naam U-Boot-Bunker Fink II. Ook het voormalige Veronicaschip Norderney is gebouwd door de Deutsche werft.

## Hergebruik
De terreinen van de voormalige Deutsche Werft in Finkenwerder zijn heringericht tot de stadsparken Gorch-Fock-Park en Rüschpark, de laatste met de herdenkingsplaats Das Denkmal Bunkerruine op de plaats van de U-Boot-Bunker Fink II.

## Naslagwerken
- (de)  Wolfram Claviez: 50 Jahre Deutsche Werft: 1918–1968. Hamburg 1968.
- (de)  Kurt Wagner: Deutsche Werft 50 Jahre Handelsschiffbau in der Weltspitze. Bremen 2008.